# Hansa-Brandenburg B.I
Hansa-Brandenburg B.I byl rakousko-uherský dvoumístný dvouplošný průzkumný a cvičný letoun používaný v 1. světové válce. Byl jedním z prvních typů letounů navržených konstruktérem Ernstem Heinkelem, který v té době pracoval pro firmu Hansa und Brandenburgische FlugzeugWerke.
Ernst Heinkel navrhl B.I v roce 1915 a ještě v tomtéž roce se začal vyrábět. Letoun byl stabilní a spolehlivý, takže se používal i jako cvičný při letech s instruktorem, v armádě pak jako průzkumný, kde se osvědčil, a tak na jeho základě vznikla i bombardovací verze Hansa-Brandenburg C.I.
Letoun po válce vyráběla i československá firma Aero pod označením Ae-10 (nejprve Aero Ae-01) – tato verze byla kopií původního letounu vyráběného během války. Používal se jako školní letoun, ale také jako lehký transportní (poštovní).

## Specifikace

### Technické údaje
- Posádka: 2 (1 pilot, 1 pozorovatel)
- Délka: 8,46 m
- Rozpětí: 13,13 m
- Výška: 2,9 m
- Plocha křídel: 43,5 m²
- Plošné zatížení: kg/m²
- Prázdná hmotnost: 760 kg
- Vzletová hmotnost : 1060 kg
- Pohonná jednotka: 1× řadový motor Mercedes Benz
- Výkon pohonné jednotky: 160 k (118 kW)

### Výkony
- Maximální rychlost: 125 km/h
- Dolet: 300 km
- Dostup: 3200 m
- Stoupavost: 2,2 m/s
- Poměr výkon/hmotnost: kW/kg